# Bulbophyllum pabstii
Bulbophyllum pabstii é uma espécie de orquídea (família Orchidaceae) pertencente ao gênero Bulbophyllum. Foi descrita por Leslie Andrew Garay em 1973.